# Astragalus brandegei
Astragalus brandegei là một loài thực vật có hoa trong họ Đậu. Loài này được Porter & J.M.Coult. miêu tả khoa học đầu tiên.